# محوطه مته مه ۱
محوطه مته مهٔ ۱ در شهرستان کوهدشت، بخش کونانی، شهر کونانی، غرب مسجد النبی کونانی واقع شده و این اثر در تاریخ ۱۸ اسفند ۱۳۸۷ با شمارهٔ ثبت ۲۵۲۴۰ به‌عنوان یکی از آثار ملی ایران به ثبت رسیده است.